# 達特茅斯角
54°18′S 36°27′W / 54.300°S 36.450°W
達特茅斯角（英語：Dartmouth Point）是南極洲的海岬，位於莫雷納灣和昆伯蘭東灣東面之間，處於格里內半島北端，由瑞典探險隊繪入地圖，在1920年以英國皇家海軍的輕型巡洋艦命名。